# Who Cares? (ballet)
Who Cares? est un ballet chorégraphié par George Balanchine sur des chansons de George Gershwin orchestrées par Hershy Kay. Who Cares? a été créé le 5 février 1970 au New York State Theatre, par le New York City Ballet.
Who Cares? est composé d’une suite de danses sur des chansons de George Gershwin – parmi lesquels le « standard » qui a donné son nom à la pièce et I Got Rythm – avec pour toile de fond la silhouette des gratte‑ciels de Manhattan. Who Cares? réunit un ensemble de danseurs en diverses formations auxquels succèdent quatre solistes. Tous se retrouvent dans un final enjoué dans lequel Balanchine souhaitait montrer le génie musical et la beauté mélodique de Gershwin à travers la danse classique.

## Chorégraphie
Karin von Aroldingen, danseuse de la distribution originale, a écrit au sujet de Who Cares? : « Vous pensez que c'est tellement différent de Balanchine, c'est tellement jazzy. On pourrait penser qu'il en ferait un ballet de jazz, comme tout le monde, une danse comme à Broadway, mais il l'a mis sur pointes - c'est un peu comme des claquettes sur pointes. »
Le ballet comprend dix-sept chansons de Gershwin. Les huit premières chansons sont dansées par quinze femmes et cinq hommes. La critique de danse Zoe Anderson a écrit que « cette moitié du ballet est mise en scène comme une suite de danses classiques ... avec quelques pas de danse en sabots et des poses de showgirl » La seconde moitié du ballet se concentre sur trois femmes et un homme. Anderson a commenté « que l'ambiance devient tard dans la nuit et plus romantique ». Chacun des danseurs a ses propres solos et l'homme danse en duo avec les trois femmes, suivi d'un quatuor, avant que l'ensemble des danseurs ne revienne pour le final.

## Musique et distribution originale
| Chansons                          | Danseurs                                                                    |
| --------------------------------- | --------------------------------------------------------------------------- |
| Strike Up the Band                | ensemble                                                                    |
| Sweet and Low Down                | ensemble                                                                    |
| Somebody Loves Me                 | Deborah Flomine, Susan Hendl, Linda Merrill, Susan Pilarre, Bettijane Sills |
| Bidin' My Time                    | Deni Lamont, Robert Maiorano, Frank Ohman, Richard Rapp, Earle Sieveling    |
| 'S Wonderful                      | Susan Pilarre, Richard Rapp                                                 |
| That Certain Feeling              | Deborah Flomine, Deni Lamont, Bettijane Sills, Earle Sieveling              |
| Do Do Do                          | Susan Hendl, Frank Ohman                                                    |
| Lady Be Good                      | Linda Merrill, Robert Maiorano                                              |
| The Man I Love                    | Patricia McBride, Jacques d'Amboise                                         |
| I'll Build a Stairway to Paradise | Karin von Aroldingen                                                        |
| Embraceable You                   | Marnee Morris, Jacques d'Amboise                                            |
| Fascinating Rhythm                | Patricia McBride                                                            |
| Who Cares?                        | Karin von Aroldingen, Jacques d'Amboise                                     |
| My One and Only                   | Marnee Morris                                                               |
| Liza                              | Jacques d'Amboise                                                           |
| Clap Yo' Hands                    | Karin von Aroldingen, Patricia McBride, Marnee Morris, Jacques d'Amboise    |
| I Got Rhythm                      | Ensemble                                                                    |

Le reste du corps de ballet est composé de Rosemary Dunleavy, Suzanne Erlon, Elise Flagg, Gloriann Hicks, Deborah Kooligh, Leslie Peck, Christine Redpath, Polly Shelton, Marilee Stiles et Virginia Stuart.

## Histoire

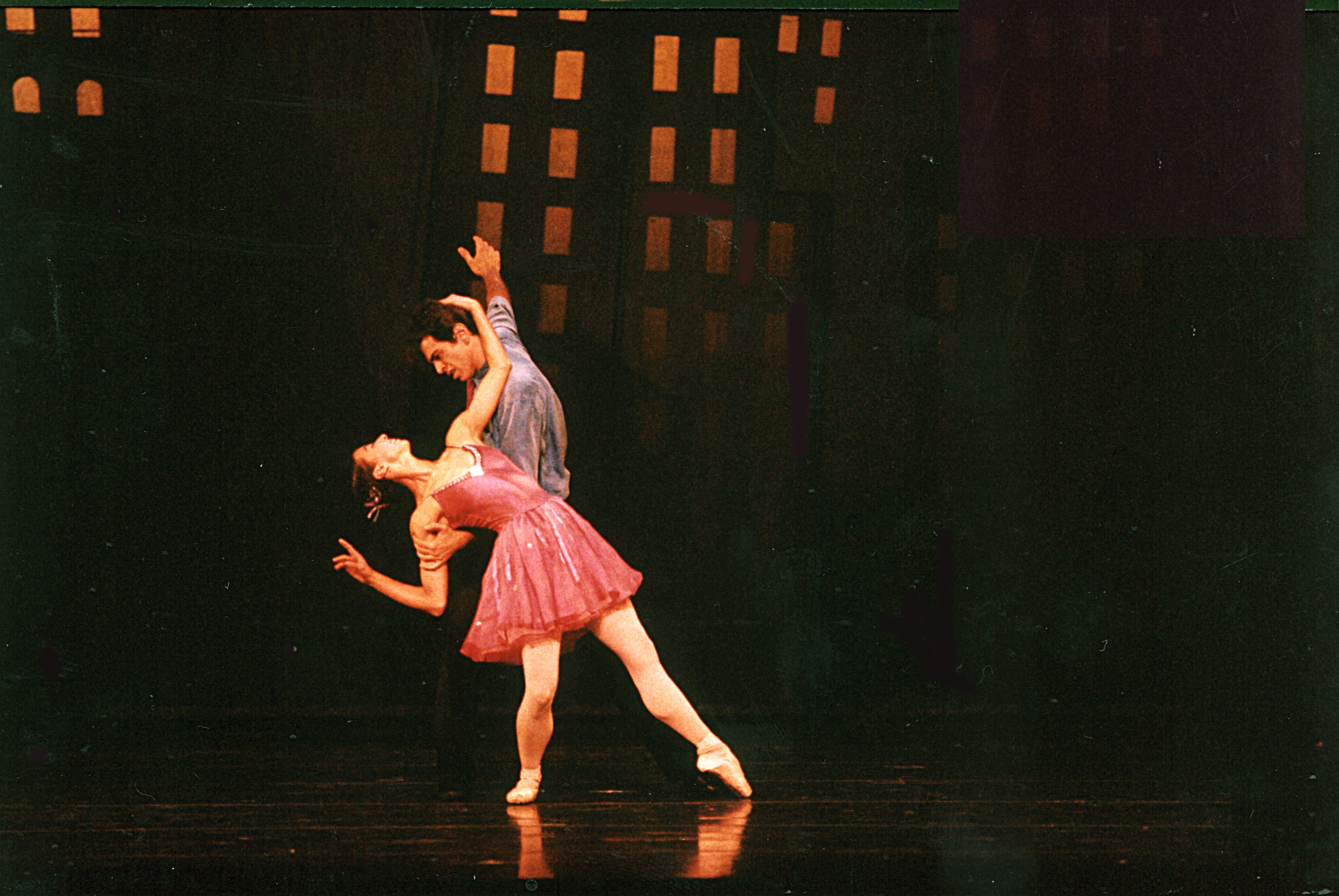
The Man I love, Anita Pacylowski et Hernan Justo, danseurs du NC Dance Theatre.

Dans son livre Balanchine's Complete Stories of the Great Ballets, Balanchine écrit qu'il s'est familiarisé avec les œuvres de Gershwin alors qu'il vivait encore en Europe à la fin des années 1920 et 1930. Il pensait qu'il n'aurait pas fait de chorégraphies de comédie musicale au début de sa carrière chorégraphique s'il n'y avait pas eu les œuvres de Gershwin. Balanchine et Gershwin  travaillent ensemble en 1938 sur le film The Goldwyn Follies. Gershwin donne alors à Balanchine un livre de ses chansons arrangées de la manière dont il les a interprétées lors de concerts,. Gershwin décède d'une tumeur au cerveau à l'âge de trente-huit ans pendant la réalisation du film.
Balanchine a écrit qu'il avait conçu le ballet en jouant les chansons du recueil de chansons de Gershwin, « et s'est dit : Magnifique, je vais faire un pas de deux. Puis j'en ai joué une autre, elle était tout aussi belle et je me suis dit, une variation ! Et puis une autre et une autre et il n'y avait pas de limite à leur beauté. » Le titre du ballet vient de la chanson éponyme également utilisée dans le ballet, qui a été écrite pour Of Thee I Sing (comédie musicale).
La première partie chorégraphiée par Balanchine est le pas de deux créé par Karin von Aroldingen et Jacques d'Amboise. C'est le premier rôle que Balanchine écrit pour von Aroldingen. Patricia McBride se souvient que Balanchine a rapidement chorégraphié son solo et son duo; pour le solo Fascinatin' Rhythm, elle dit que Balanchine, qui avait 65 ans, a montré tous les pas et l'a dansé mieux qu'elle ne le pouvait. Elle a répété plusieurs fois le solo avec un magnétophone pour pouvoir le danser sans compter et « avoir vraiment du plaisir avec ».
Balanchine choisit dix-sept chansons de Gershwin ; leurs compositions s'échelonnent de 1924 à 1930.
Hershy Kay est chargé d'orchestrer la partition. Les paroles des chansons, toutes d'Ira Gershwin, ne sont pas reprises dans le ballet. Lors de la première du ballet, Kay n'a terminé que la première chanson Strike Up the Band et la dernière chanson I Got Rhythm, car il travaille également sur une comédie musicale. La plupart des chansons sont jouées sur un piano lors de la première, à l'exception de Clap Yo 'Hands, où l'on utilise l'enregistrement de 1926 de Gershwin jouant la chanson,. L'orchestration est terminée en mai 1970, quelques mois après la première. Cependant, l'enregistrement de Gershwin de Clap Yo 'Hands est toujours utilisé. Clap Yo 'Hands est retiré du ballet en 1976, mais est repris en 2010.
Les costumes et l'éclairage originaux ont été conçus respectivement par Barbara Karinska et Ronald Bates. Les danseurs sont vêtus de pantalons et de gilets anthracite, de chemises blanches pour une allure proche du danseur de tango de l'entre-deux guerres ; les bustes des danseuses sont moulés et une jupe courte valorise leurs jambes. En novembre 1970, une toile de fond de buildings de New York conçue par Jo Mielziner est ajoutée. Les costumes ont depuis été repensés plusieurs fois,,.

## Chorégraphie
Le vocabulaire des ensembles, mixes ou non, est syncrétique. Il emprunte à la technique classique ses arabesques, échappés, piquets et autres entrechats, au jeu de jambes acéré, au style néoclassique l'étirement des bras et les flexions des poignets ; les pointes frappées au sol, la souplesse des pieds renvoient aux claquettes. Les couples s'empoignent comme au dancing. La marche démonstrative des danseurs, bras repliés, poings fermés, donne un aspect parodique. Les lignes évoquent les chorus line des revues du « Jazz Age ».
Dans le premier pas de deux, The Man I Love, la danseuse entame une danse de séduction sur pointes, tournant le dos à son partenaire. Les portés sont acrobatiques et délicats ; celui lors duquel la danseuse voltige sur le dos du danseur est sans doute inspiré du Lindy hop, la danse de couple en hommage à Charles Lindbergh. Le moment où la ballerine entoure de son bras la tête de son partenaire, avec des regards peu directs, constitue l'apothéose du ballet.
Sur Embraceable You, le deuxième couple est main dans la main, échangeant des regards ; les tours attitude de la ballerine rappellent l'Adage à la rose de La Belle au bois dormant. Dans le dernier pas de deux, Who Cares?, le couple est plus décontracté ; le tournoiement prolongé de la ballerine tenue telle une toupie a un caractère ludique.
Le solo homme affirme un esthétique du cool à la Gene Kelly renforcée par les mains dans les poches.
L'orchestration laisse place aux percussions lors de l'ensemble final, I Got Rythm.

## Représentations
Who Cares? est créé le 5 février 1970 au New York State Theatre. L'orchestration de la partition étant incomplète, Gordon Boelzner joue les chansons au piano. Avant la première, Balanchine reçoit le Handel Medallion, la plus haute distinction culturelle de New York, par le maire John Lindsay.
Parmi les autres compagnies de ballet qui ont exécuté Who Cares? figurent l'English National Ballet, le Zürich Ballet, le San Francisco Ballet, le Pacific Northwest Ballet, l'Atlanta Ballet, le  Charlotte Ballet (anciennement North Carolina Dance Theatre) , le Sarasota Ballet, le Los Angeles Ballet, le Cincinnati Ballet, le Colorado Ballet et le Chicago Ballet. Il a également été interprété lors de la tournée Baryshnikov & Friends de Mikhaïl Barychnikov. La School of American Ballet, l'école affiliée au New York City Ballet, a inclus le ballet dans ses ateliers annuels.
En 2014, lorsque Patricia McBride, membre de la distribution originale, reçoit le Kennedy Center Honors, des extraits de Who Cares? sont présentés : Fascinatin 'Rhythm est dansé par le danseur principal du New York City Ballet Tiler Peck, et I Got Rhythm par quatre membres du Charlotte Ballet, Peck et d'autres danseurs qui ont participé à d'autres parties de l'hommage.

### A l'Opéra National de Paris
Who Cares? entre au répertoire du ballet de l'Opéra national de Paris avec Ballet impérial le 6 février 2023, avec comme solistes principaux Léonore Baulac (Man I Love), Valentine Colasante (Embraceable You), Hannah O'Neill (Who Cares?) et Germain Louvet, des costumes de Xavier Ronze, des décors de Paul Gallis et des lumières de Mark Stanley.

## Critique
Clive Barnes du New York Times a commenté : « Le ballet ne sera probablement pas considéré comme l'une des œuvres majeures de Balanchine bien qu'il contienne, sans surprise, des passages extraordinairement beaux. »

## Vidéographie
En 1971, des extraits de Who Cares? ont été télévisés par la Société Radio-Canada, mettant en vedette les membres de la distribution originale Karin von Aroldingen, Patricia McBride et Marnee Morris, ainsi que Jean-Pierre Bonnefous.
Des extraits de Who Cares? ont également été télévisé via PBS, y compris l'épisode de 1983 Great Performances « A New York City Ballet Tribute to George Balanchine » pour l'émission Live from Lincoln Center de 1993 « The Balanchine Celebration », et « Balanchine 100 » en 2004, également sur Live from Lincoln Center.
En 1989, une représentation de Who Cares? est également incluse dans PBS Dance in America du programme « Baryshnikov Dances Balanchine With American Ballet Theatre ». Cependant, elle est dansée par la tournée Baryshnikov & Friends plutôt que par l'American Ballet Theatre. Dans ce programme, seule la moitié du ballet est dansée et le corps de ballet est supprimé. Les quatre danseurs principaus sont Baryshnikov, Christine Dunham, Leslie Browne et Deirdre Carberry.
En France, Who Cares? et Ballet impérial font l’objet d’une captation en direct le 7 mars 2023, réalisée par Vincent Bataillon et coproduite par l’Opéra national de Paris et Telmondis, avec la participation de France Télévisions, le soutien du CNC et de la Fondation Orange, mécène des retransmissions audiovisuelles de l’Opéra national de Paris.